# 當斯查普爾 (特拉華州)
當斯查普爾（英語：Downs Chapel）是位於美國特拉華州肯特縣的一個非建制地區。該地的面積和人口皆未知。

## 地理
當斯查普爾的座標為39°12′43″N 75°43′10″W / 39.21194°N 75.71944°W，而該地的平均海拔高度為20米（即66英尺）。